# Rathaus Dargun

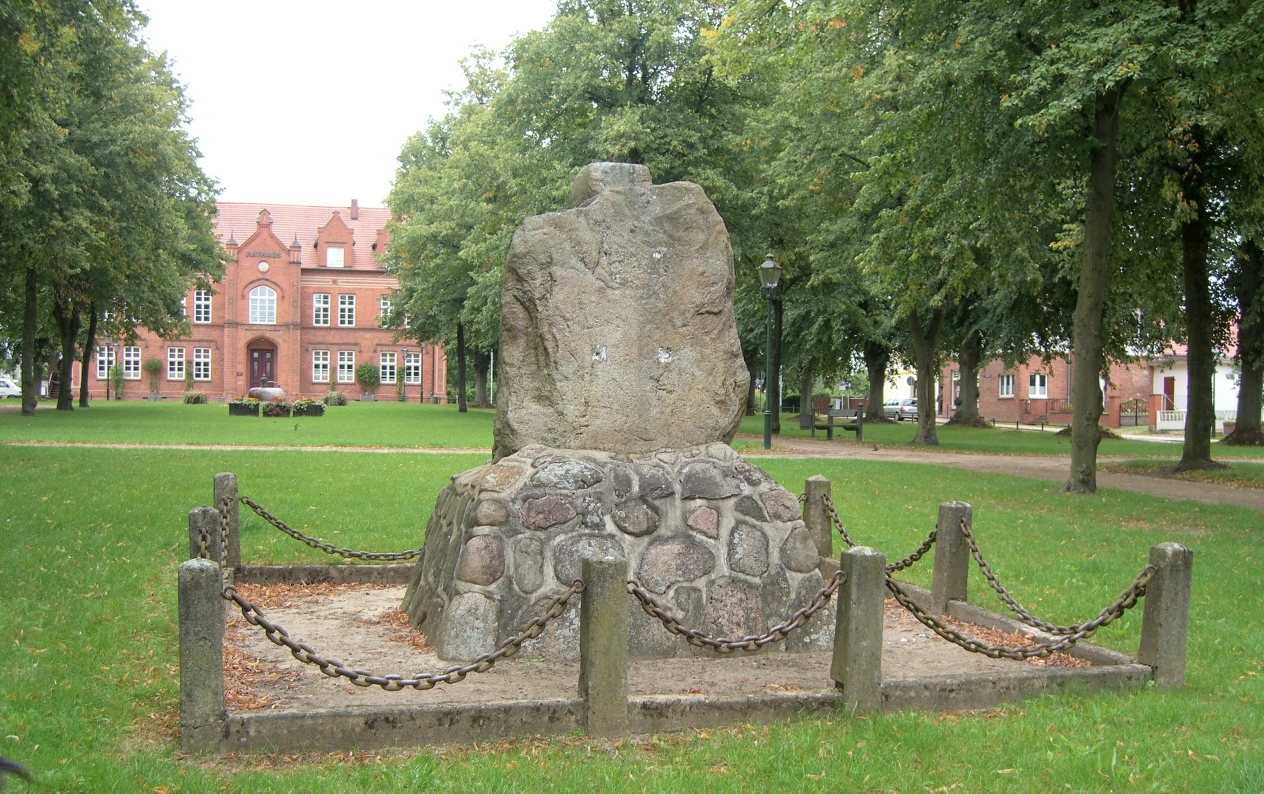
Denkmal, Brunnen und Rathaus

Das Rathaus Dargun, die ehemalige Rote Schule in Dargun (Mecklenburg-Vorpommern) am Markt / Platz des Friedens 6 an der Gartenstraße, stammt vom 19. Jahrhundert.
Das Gebäude steht unter Denkmalschutz.

## Geschichte
Dargun, mit um 4300 Einwohnern (2019), entstand im Mittelalter beim Dorf Röcknitz, das 1216 erwähnt wurde.
In der Gründerzeit wurde im letzten Drittel des 19. Jahrhunderts das zweigeschossige, neunachsige, verklinkerte historisierende Schulgebäude mit dem dreigeschossigen, mittigen Giebelrisalit als Portal gebaut. Bis Anfang der 1990er Jahre war die Verwaltung der Stadt in der Landdrostei beheimatet und das Haus wurde deshalb  auch als Altes Rathaus bezeichnet. Das Land verkaufte das Haus an einen privaten Investor und die Verwaltung nutze übergangsweise ein Provisorium. 1995 zog sie in das umgebaute Gebäude ein.
Vor dem Rathaus steht auf dem grünen Platz des Friedens nach dessen Neugestaltung nach Plänen von Stefan Pulkenat seit 2000 ein von Günter Kaden entworfener Brunnen mit der Bronzefigur eines Mönches.